# チッテンデン郡 (バーモント州)
チッテンデン郡（英: Chittenden County、[ˈtʃɪtəndən]）は、アメリカ合衆国バーモント州の郡である。人口は16万8323人（2020年）で、州内第1位であるだけでなく、第2位のラトランド郡の2倍以上である。郡庁所在地はバーリントンであり、州内最大の都市である。チッテンデン郡はバーリントン都市圏に属している。

## 地理
アメリカ合衆国国勢調査局に拠れば、郡域全面積は620平方マイル (1,605.8 km2)であり、このうち陸地539平方マイル (1,396.0 km2)、水域は81平方マイル (209.8 km2)で水域率は13.01%である。
チッテンデン郡は1787年に設立され、当初は現在のフランクリン郡、グランドアイル郡、ラモイル郡の全体とオーリンズ郡、ワシントン郡、アディソン郡の一部を含んでいた。

### 交通
州間高速道路89号線が郡内を南東から北西に抜けている。郡内にはインターチェンジが7か所ある。そのうち4か所は、郡内の大半で89号線に並行して走るアメリカ国道2号線と直接繋がっている。
2009年、全米交通部の調査では、郡内の幹線道の総延長が105.5マイルあった。このうち24.5%が「許容できない」状態にあると査定された。この数字は州内で最大だった。
チッテンデン郡都市圏企画機構が交通量を調査し、道路の状態を分析し、州と連邦の予算を配分している。

### 隣接する郡
- グランドアイル郡 - 北
- フランクリン郡 - 北東
- ラモイル郡 - 東
- ワシントン郡 - 南東
- アディソン郡 - 南
- エセックス郡 (ニューヨーク州) - 南西
- クリントン郡 (ニューヨーク州) - 北西

## 人口動態
以下は2000年国勢調査による人口統計データである。
| 基礎データ - 人口: 146,571 人 - 世帯数: 56,452 世帯 - 家族数: 35,169 家族 - 人口密度: 105人/km2（272人/mi2） - 住居数: 58,864 軒 - 住居密度: 42軒/km2（109軒/mi2） 人種別人口構成 - 白人: 95.14% - アフリカン・アメリカン: 0.91% - ネイティブ・アメリカン: 0.27% - アジア人: 1.99% - 太平洋諸島系: 0.02% - その他の人種: 0.34% - 混血: 1.33% - ヒスパニック・ラテン系: 1.07% 先祖による構成 - アイルランド系：13.9% - イギリス系：12.7% - フランス系カナダ人：12.0% - フランス系：11.9% - ドイツ系：7.4% - アメリカ人：6.9% - イタリア系：6.3% 言語による構成 - 英語：92.5% - フランス語：2.7% - スペイン語：1.2% | 年齢別人口構成 - 18歳未満: 23.5% - 18-24歳: 13.1% - 25-44歳: 32.0% - 45-64歳: 21.9% - 65歳以上: 9.4% - 年齢の中央値: 34歳（州内で最も若い） - 性比（女性100人あたり男性の人口） - 総人口: 95.1 - 18歳以上: 92.3 世帯と家族（対世帯数） - 18歳未満の子供がいる: 32.1% - 結婚・同居している夫婦: 50.3% - 未婚・離婚・死別女性が世帯主: 8.7% - 非家族世帯: 37.7% - 単身世帯: 26.1% - 65歳以上の老人1人暮らし: 7.3% - 平均構成人数 - 世帯: 2.47人 - 家族: 3.02人 収入と家計 - 収入の中央値 - 世帯: 47,673米ドル（2007年から2011年の推計では62,260ドル） - 家族: 59,460米ドル - 性別 - 男性: 38,541米ドル - 女性: 27,853米ドル - 人口1人あたり収入: 23,501米ドル（2007年から2011年の推計では32,533ドル） - 貧困線以下 - 対人口: 8.8% - 対家族数: 4.9% - 18歳未満: 8.0% - 65歳以上: 8.2% |

2008年時点で、住民の約29%が一人住まい、59%の世帯は家族で構成されていた。15歳以上の男性の38%、女性の35%は結婚の経験が無かった。住民の6%は外国生まれであり、8%は家庭で英語以外の言語を話している。人口の半分はカレッジ以上の学歴がある。
2000年から2008年、多くの郡民がバーモント州の外に流出した。それでも人口が増えているのは、外国から移民が入ってきているからである。

## 郡政府と政治
チッテンデン郡は州内の全郡と同様に小さな行政機能を持っており、大半は州レベルの機能と統合されている。残っているのは司法機能である。郡の税金は無い。
2007年、郡内の資産税中央値は3,809米ドルであり、人口2万人以上の国内の郡1,817郡の中では第265位だった。バーモント州では最大である。

### 司法
郡担当の州検察官はT・J・ドノバンである。2008年に、我々が扱う事件の多くにアルコールが絡んでいる」と語っていた。

### 政治
| 年     | 民主党       | 共和党       |
| ------ | ------------ | ------------ |
| 2012年 | 69.6% 53,626 | 28% 21,571   |
| 2008年 | 71.4% 59,611 | 26.7% 22,237 |
| 2004年 | 63.5% 49,369 | 34.0% 26,422 |
| 2000年 | 54.4% 39,156 | 36.3% 26,105 |

## 経済

### 製造業

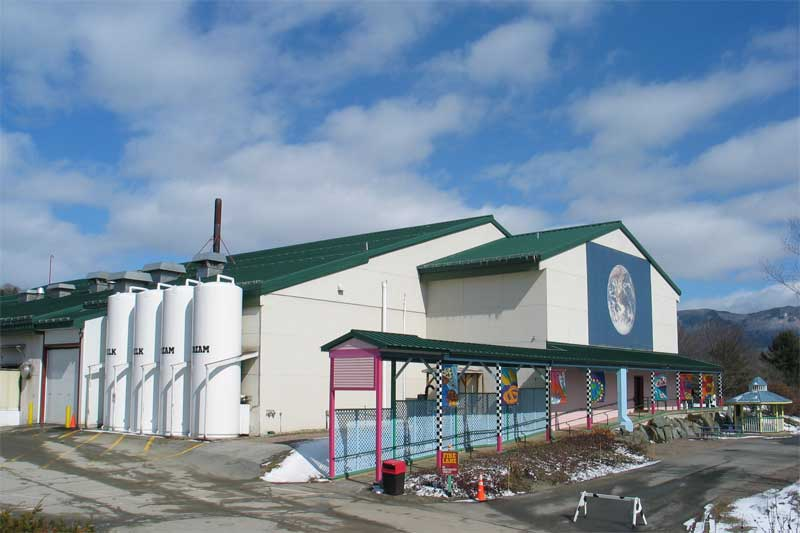
アイスクリームのベン&ジェリーズ工場、サウスバーリントン市に本社がある

エセックスジャンクションにあるIBMが州内最大の民間雇用主である。州内製造業の25%を雇用している。州の経済には年間10億ドルを貢献している。
バートン・スノーボードは2008年時点で500人を雇用し、給与総額は2,800万米ドルだった。

#### 小売業
経済の主要分野の1つが小売業である。2007年、消費税からの計算では州内の販売量の29%を売り上げていた。額にして15億2千万米ドルになる。郡内の4つの町が、州内の売り上げベスト5に入っている。

#### 不動産
2008年、オフィススペースの空室率が11%となり、「歴史的な」数字になった。

## 都市と町
| - ボルトン町 - ビューエルズ・ゴア* - バーリントン市 - 郡庁所在地 - シャーロット町 - コルチェスター町 - エセックス町 - エセックスジャンクション村 - ハインズバーグ町 - ハンティントン町 - ジェリコ町 | - ミルトン町 - リッチモンド町 - シェルバーン町 - サウスバーリントン市 - セントジョージ町 - アンダーヒル町 - ウェストフォード町 - ウィリストン町 - ウィヌースキー市 |

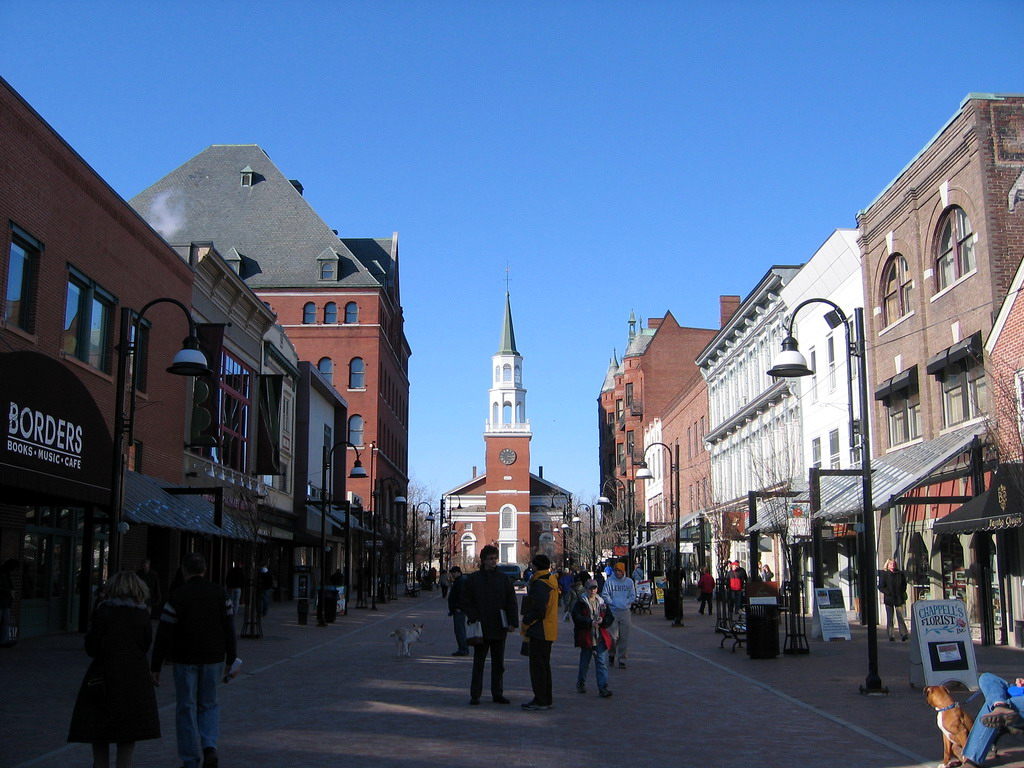
バーリントン市中心街のチャーチ通りマーケットプレース

*バーモント州では、「ゴア」は未編入の領域であり、どの町にも属さず、ある程度の自治を行っている

## 教育
郡内には、バーリントン、ウィヌースキ、チッテンデン東の3教育学区がある。2007年から2008年の教師の年間給与は33,000ないし38,000米ドルだった。最高給与は66,000ないし79,000米ドルだった。教師は12%の健康保険契約で、保険料の10ないし20%を支払っている。

### 高等教育機関

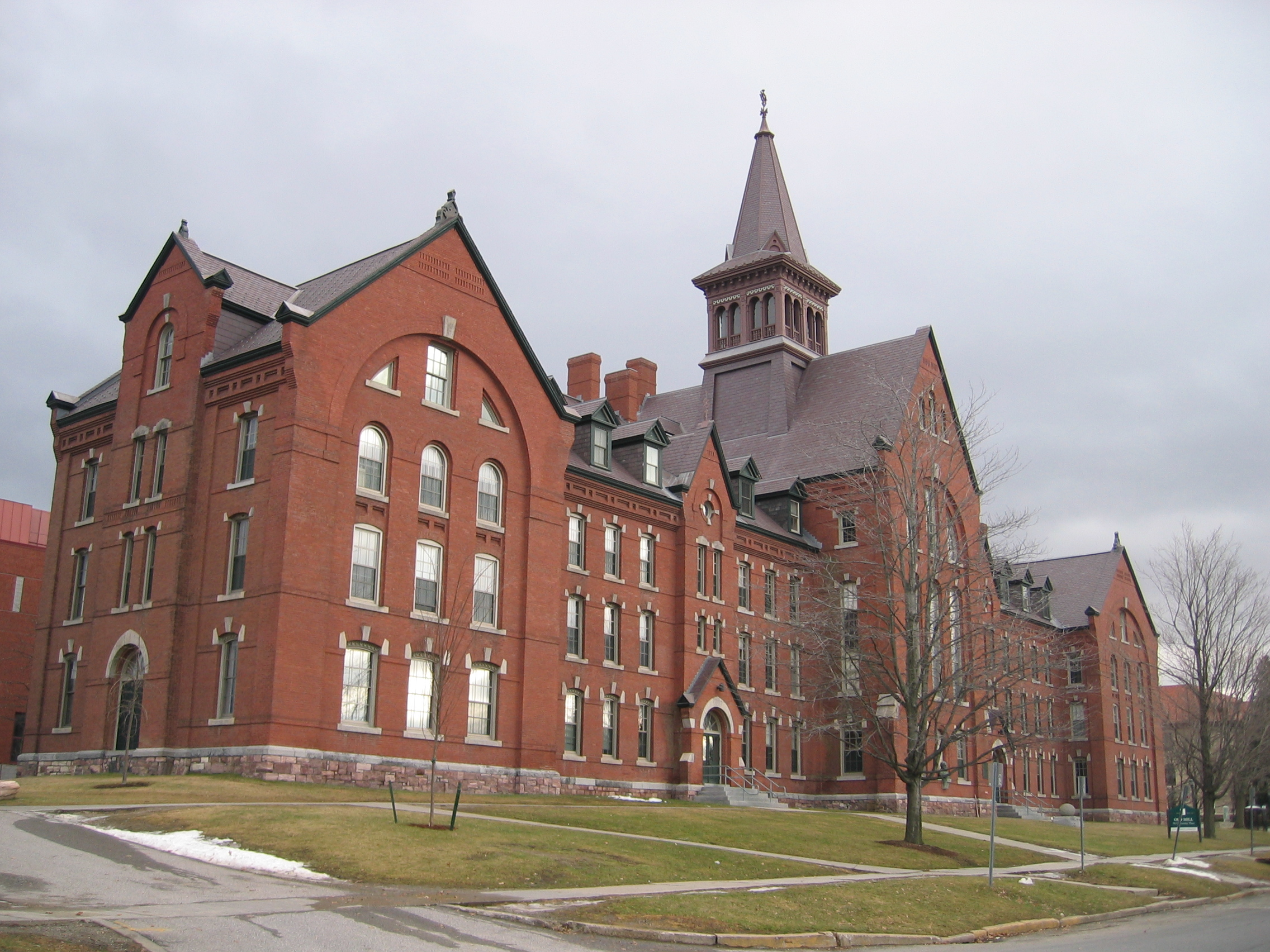
バーモント大学、バーモント州の公立研究型大学の旗艦校、バーリントン市

郡内の高等教育機関としてバーリントン市にあるバーモント大学、シャンプレーン・カレッジ、バーリントン・カレッジ、コルチェスターにある州内初の薬学校であるオールバニ薬学健康科学カレッジとセントマイケルズ・カレッジ、ウィヌースキ市にあるバーモント・コミュニティカレッジ、ウィリストン町にあるバーモント工科カレッジがある。

## 健康
2010年、ロバート・ウッド・ジョンソンとウィスコンシン大学による初めての全国的調査で、バーモント州の健康度は国内最高になった。チッテンデン郡が州内最高である。

## インフラ
バーモント州およびチッテンデン郡には、ニューイングランドの他地域と同様に、正式な郡政府がほとんど無い。郡全体にわたる機関も少ない。その1つがチッテンデン郡ゴミ処理地区である。

### ゴミ処理
2008年、チッテンデン郡ゴミ処理地区は再生利用可能なゴミ1トンにつき17米ドルを課金すると発表した。以前は7米ドルだった。リサイクルされる材料に対する地球規模の需要が減少している。